# Lijst van burgemeesters van Roggel
Dit is een lijst van burgemeesters van de voormalige Nederlandse gemeente Roggel in de provincie Limburg. Op 1 januari 1991 werd de toenmalige gemeente Neer aan Roggel toegevoegd, en per 1 januari 1993 werd de gemeentenaam officieel gewijzigd in Roggel en Neer. Roggel en Neer werd op 1 januari 2007 opgenomen in de nieuwe gemeente Leudal.
| Ambtsperiode | Naam burgemeester        | Partij of stroming | Bijzonderheden                                                                             |
| ------------ | ------------------------ | ------------------ | ------------------------------------------------------------------------------------------ |
| 1810 - 1830  | Joannes Goossens         |                    | eerst maire/schout                                                                         |
| 1830 - 1843  | Eijmericus Goossens      |                    | zoon van voorganger                                                                        |
| 1843 - 1853  | Denis van den Eertwegh   |                    |                                                                                            |
| 1853 - 1854  | J. Theelen               |                    |                                                                                            |
| 1854 - 1858  | J. Aerts                 |                    |                                                                                            |
| 1858 - 1868  | I.F.H. Leclerq           |                    |                                                                                            |
| 1868 - 1896  | Theodorus Walenberg      |                    |                                                                                            |
| 1896 - 1919  | J.F. Maasen              |                    |                                                                                            |
| 1919 - 1941  | Leo (P.L.H.) Mertens     |                    | van 1912 tot 1941 en van 1944 tot 1950 tevens burgemeester van Heythuysen                  |
| 1941 - 1944  | W.H. Collon              | NSB                | tevens burgemeester van Heythuysen                                                         |
| 1944 - 1950  | Leo (P.L.H.) Mertens     |                    | van 1912 tot 1941 en van 1944 tot 1950 tevens burgemeester van Heythuysen                  |
| 1951 - 1983  | Jacques (J.M.W.) Gubbels | KVP / partijloos   |                                                                                            |
| 1983 - 1993  | Sjef (J.A.L.) Peeters    | CDA                | van 1985 tot 1991 tevens burgemeester van Neer, vanaf 1993 burgemeester van Roggel en Neer |